# 그레이몰
그레이몰(Greymall)은 그레이스케일이 운영하는 복지용구를 전문적으로 판매하는 시니어몰이다.
2022년 4월에 오프라인 매장 및 온라인몰이 개설되었으며, 오프라인 매장에서 다양한 복지용구를 실제로 체험해보고 구매할 수 있는 장점이 있다. 복지용구 뿐만 아니라 시니어에게 필요한 의료기기, 혈압계 및 관절보호대, 고령친화식품 등 상품군을 늘리고 있다.
2023년, 그레이몰을 운영하는 그레이스케일은 중소벤처기업부의 팁스(TIPS) 프로그램에 선정되었다.

## 제공 서비스
- 그레이몰 https://www.greymall.co.kr/

복지용구를 포함한 시니어전문 온라인몰이다.